# موموكو أويدا
موموكو أويدا (باليابانية: 上田桃子؛ بالكانا: うえだ ももこ) هي لاعبة غولف يابانية، ولدت في 15 يونيو 1986 في كوماموتو في اليابان.

## وصلات خارجية
- الموقع الرسمي
- موموكو أويدا على موقع رابطة لاعبات الغولف المحترفات (الإنجليزية)